# Усть-Начин
Усть-Начин — село в Сретенском районе Забайкальского края России. Административный центр и единственный населённый пункт сельского поселения «Усть-Начинское». Основано в XVIII веке.

## География
Село находится в восточной части района, на правом берегу реки Газимур, на расстоянии примерно 103 км (по прямой) к востоку-северо-востоку (ENE) от города Сретенск, административного центра района. Абсолютная высота — 545 м над уровнем моря.
Климат
Климат характеризуется как резко континентальный с продолжительной холодной малоснежной зимой и коротким тёплым летом. Среднегодовая температура воздуха составляет −5,3 — +3 °С. Средняя многолетняя температура самого холодного месяца (января) составляет −28 — −24 °С (абсолютный минимум — −55 °С), температура самого тёплого (июля) — 16 — 19 °С (абсолютный максимум — 40 °С). Безморозный период длится в течение 80 — 100 дней. Среднегодовое количество осадков — 350—400 мм.
Часовой пояс
Село Усть-Начин находится в часовой зоне МСК+6. Смещение применяемого времени относительно UTC составляет +9:00.

## Население
| 2010 | 2012 | 2013 | 2014 | 2015 | 2016 | 2017 |
| ---- | ---- | ---- | ---- | ---- | ---- | ---- |
| 118  | ↗119 | →119 | ↘116 | ↘110 | ↘107 | ↘100 |
| 2018 | 2019 | 2020 | 2021 |      |      |      |
| ↘98  | ↘97  | ↘90  | ↘55  |      |      |      |

Половой состав
По данным Всероссийской переписи населения 2010 года, в гендерной структуре населения мужчины составляли 55,9 %, женщины — соответственно 44,1 %.
Национальный состав
Согласно результатам переписи 2002 года, в национальной структуре населения русские составляли 100 % из 135 чел.

## Инфраструктура
В селе функционируют начальная школа и клуб.